# Squadra boliviana di Coppa Davis
La squadra boliviana di Coppa Davis rappresenta la Bolivia nella Coppa Davis, ed è posta sotto l'egida della Federación Boliviana de Tenis.
La squadra debuttò nella competizione nel 1971, e non ha mai fatto parte del Gruppo Mondiale. Attualmente è inclusa nel Gruppo II della zona Americana.

## Organico 2019
Vengono di seguito illustrati i convocati per ogni singolo turno della Coppa Davis 2019. A sinistra dei nomi la nazione affrontata e il risultato finale. Fra parentesi accanto ai nomi, il ranking del giocatore nel momento della disputa degli incontri (la "d" indica che il ranking corrisponde alla specialità del doppio).
| Gruppo II - Playoff | Gruppo II - Playoff                                                                     |
| Guatemala (3-2)     | Hugo Dellien (83) Federico Zeballos (544) Juan Carlos Aguilar (1010) Boris Arias (1300) |
| ------------------- | --------------------------------------------------------------------------------------- |

## Risultati
= Incontro del Gruppo Mondiale

### 2010-2019
| Anno | Turno                         | Data            | Sede                      | Avversario      | Punteggio | Esito     |
| ---- | ----------------------------- | --------------- | ------------------------- | --------------- | --------- | --------- |
| 2010 | Gruppo II, 1º turno           | 5-7 marzo       | La Paz (BOL)              | Venezuela       | 1–4       | Sconfitta |
| 2010 | Gruppo II, Playoff 2º turno   | 9-11 luglio     | Cochabamba (BOL)          | El Salvador     | 1–4       | Sconfitta |
| 2011 | Gruppo III, Round Robin       | 15 giugno       | Santa Cruz (BOL)          | Giamaica        | 1–2       | Sconfitta |
| 2011 | Gruppo III, Round Robin       | 16 giugno       | Santa Cruz (BOL)          | Bahamas         | 3–0       | Vittoria  |
| 2011 | Gruppo III, Round Robin       | 17 giugno       | Santa Cruz (BOL)          | Aruba           | 3–0       | Vittoria  |
| 2011 | Gruppo III, Playoff 1-4 posto | 18 giugno       | Santa Cruz (BOL)          | Guatemala       | 2–1       | Vittoria  |
| 2011 | Gruppo III, Playoff 1-4 posto | 19 giugno       | Santa Cruz (BOL)          | Costa Rica      | 2–1       | Vittoria  |
| 2011 | Gruppo III, Playoff 1-4 posto | 19 giugno       | Santa Cruz (BOL)          | Barbados        | ND        | ND        |
| 2012 | Gruppo II, 1º turno           | 10-12 febbraio  | Santo Domingo (DOM)       | Rep. Dominicana | 1–4       | Sconfitta |
| 2012 | Gruppo II, Playoff 2º turno   | 6-8 aprile      | Humacao (PRI)             | Porto Rico      | 1–3       | Sconfitta |
| 2013 | Gruppo III, Round Robin       | 17 giugno       | La Paz (BOL)              | Giamaica        | 3–0       | Vittoria  |
| 2013 | Gruppo III, Round Robin       | 19 giugno       | La Paz (BOL)              | Paraguay        | 3–0       | Vittoria  |
| 2013 | Gruppo III, Round Robin       | 21 giugno       | La Paz (BOL)              | Cuba            | 3–0       | Vittoria  |
| 2013 | Gruppo III, Playoff           | 22 giugno       | La Paz (BOL)              | Costa Rica      | 2–0       | Vittoria  |
| 2014 | Gruppo II, 1º turno           | 31 gen.-2 feb.  | Trinidad (BOL)            | Perù            | 2–3       | Sconfitta |
| 2014 | Gruppo II, 2º turno           | 4-6 aprile      | Cochabamba (BOL)          | Guatemala       | 3–1       | Vittoria  |
| 2015 | Gruppo II, 1º turno           | 6-8 marzo       | Mérida (MEX)              | Messico         | 1–3       | Sconfitta |
| 2015 | Gruppo II, Playoff 1º turno   | 17-19 luglio    | Lima (PER)                | Perù            | 2–3       | Sconfitta |
| 2016 | Gruppo III, Round Robin       | 11 luglio       | La Paz (BOL)              | Panama          | 3–0       | Vittoria  |
| 2016 | Gruppo III, Round Robin       | 12 luglio       | La Paz (BOL)              | Cuba            | 3–0       | Vittoria  |
| 2016 | Gruppo III, Round Robin       | 14 luglio       | La Paz (BOL)              | Giamaica        | 3–0       | Vittoria  |
| 2016 | Gruppo III, Playoff           | 16 luglio       | La Paz (BOL)              | Costa Rica      | 2–0       | Vittoria  |
| 2017 | Gruppo II, 1º turno           | 3-5 febbraio    | San Salvador (SLV)        | El Salvador     | 2–3       | Sconfitta |
| 2017 | Gruppo II, Playoff 1º turno   | 7-9 aprile      | Santa Cruz (BOL)          | Bahamas         | 4–1       | Vittoria  |
| 2018 | Gruppo II, 1º turno           | 3-4 febbraio    | La Paz (BOL)              | Perù            | 1–4       | Sconfitta |
| 2018 | Gruppo II, Playoff 1º turno   | 7-8 aprile      | Beni (BOL)                | Porto Rico      | 5–0       | Vittoria  |
| 2019 | Gruppo II, Playoff            | 13-14 settembre | Città del Guatemala (GUA) | Guatemala       | 3–2       | Vittoria  |

## Andamento
La seguente tabella riflette l'andamento della squadra dal 1990 ad oggi.
| Pos.           | 90 | 91 | 92 | 93 | 94 | 95 | 96 | 97 | 98 | 99 | 00 | 01 | 02 | 03 | 04 | 05 | 06 | 07 | 08 | 09 | 10 | 11 | 12 | 13 | 14 | 15 | 16 | 17 | 18 | 19 |
| -------------- | -- | -- | -- | -- | -- | -- | -- | -- | -- | -- | -- | -- | -- | -- | -- | -- | -- | -- | -- | -- | -- | -- | -- | -- | -- | -- | -- | -- | -- | -- |
| Campione       |    |    |    |    |    |    |    |    |    |    |    |    |    |    |    |    |    |    |    |    |    |    |    |    |    |    |    |    |    |    |
| Finalista      |    |    |    |    |    |    |    |    |    |    |    |    |    |    |    |    |    |    |    |    |    |    |    |    |    |    |    |    |    |    |
| SF             |    |    |    |    |    |    |    |    |    |    |    |    |    |    |    |    |    |    |    |    |    |    |    |    |    |    |    |    |    |    |
| QF             |    |    |    |    |    |    |    |    |    |    |    |    |    |    |    |    |    |    |    |    |    |    |    |    |    |    |    |    |    |    |
| OF             |    |    |    |    |    |    |    |    |    |    |    |    |    |    |    |    |    |    |    |    |    |    |    |    |    |    |    |    |    |    |
| Qualificazioni | x  | x  | x  | x  | x  | x  | x  | x  | x  | x  | x  | x  | x  | x  | x  | x  | x  | x  | x  | x  | x  | x  | x  | x  | x  | x  | x  | x  | x  |    |
| Gruppo I       |    |    |    |    |    |    |    |    |    |    |    |    |    |    |    |    |    |    |    |    |    |    |    |    |    |    |    |    |    |    |
| Gruppo II      |    |    |    |    |    |    |    |    |    |    |    |    |    |    |    |    |    |    |    |    |    |    |    |    |    |    |    |    |    |    |
| Gruppo III     | x  | x  |    |    |    |    |    |    |    |    |    |    |    |    |    |    |    |    |    |    |    |    |    |    |    |    |    |    |    |    |
| Gruppo IV      | x  | x  | x  | x  | x  | x  | x  |    |    |    |    |    |    |    |    |    |    |    |    |    |    |    | x  | x  | x  | x  | x  | x  | x  | x  |

Legenda
- Campione: La squadra ha conquistato la Coppa Davis.
- Finalista: La squadra ha disputato e perso la finale.
- SF: La squadra è stata sconfitta in semifinale.
- QF: La squadra è stata sconfitta nei quarti di finale.
- OF: La squadra è stata sconfitta negli ottavi di finale (1º turno). Dal 2019 sostituito dal Round Robin.
- Qualificazioni: La squadra è stata sconfitta al turno di qualificazione. Istituito nel 2019.
- Gruppo I: La squadra ha partecipato al Gruppo I della propria zona di appartenenza.
- Gruppo II: La squadra ha partecipato al Gruppo II della propria zona di appartenenza.
- Gruppo III: La squadra ha partecipato al Gruppo III della propria zona di appartenenza.
- Gruppo IV: La squadra ha partecipato al Gruppo IV della propria zona di appartenenza.
- x: Ove presente, la x indica che in quel determinato anno, il Gruppo in questione non è esistito nella zona geografica di appartenenza della squadra.